# 金井修也
金井 修也（かない しゅうや、1981年2月1日 - ）は、日本の元男子バレーボール選手。

## 来歴
群馬県伊勢崎市出身。実兄の影響で、名和小学4年よりバレーボールを始める。
2003年にVリーグの堺ブレイザーズに入団。
2006年度全日本代表候補に選ばれ、同年アジアクラブ選手権大会、第18回アジア太平洋カップ福岡国際男子バレーボール大会、アジアチャレンジカップなどに出場した。
2010年1月16日のJT戦で左手第四指中手骨骨折、全治10週間の怪我を負った。2012年5月の黒鷲旗大会をもって引退が発表された。2012年7月より太田市職員として勤務。

## 受賞歴
- 2006年 - 第12回Vリーグ ベスト6

## 所属チーム
- 足利工業大学附属高等学校
- 国際武道大学
- 堺ブレイザーズ（2003-2012年）